# James Sowerby

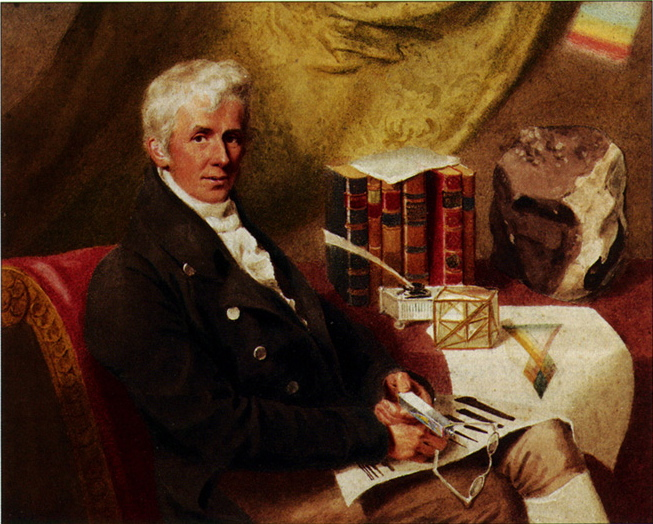
James Sowerby

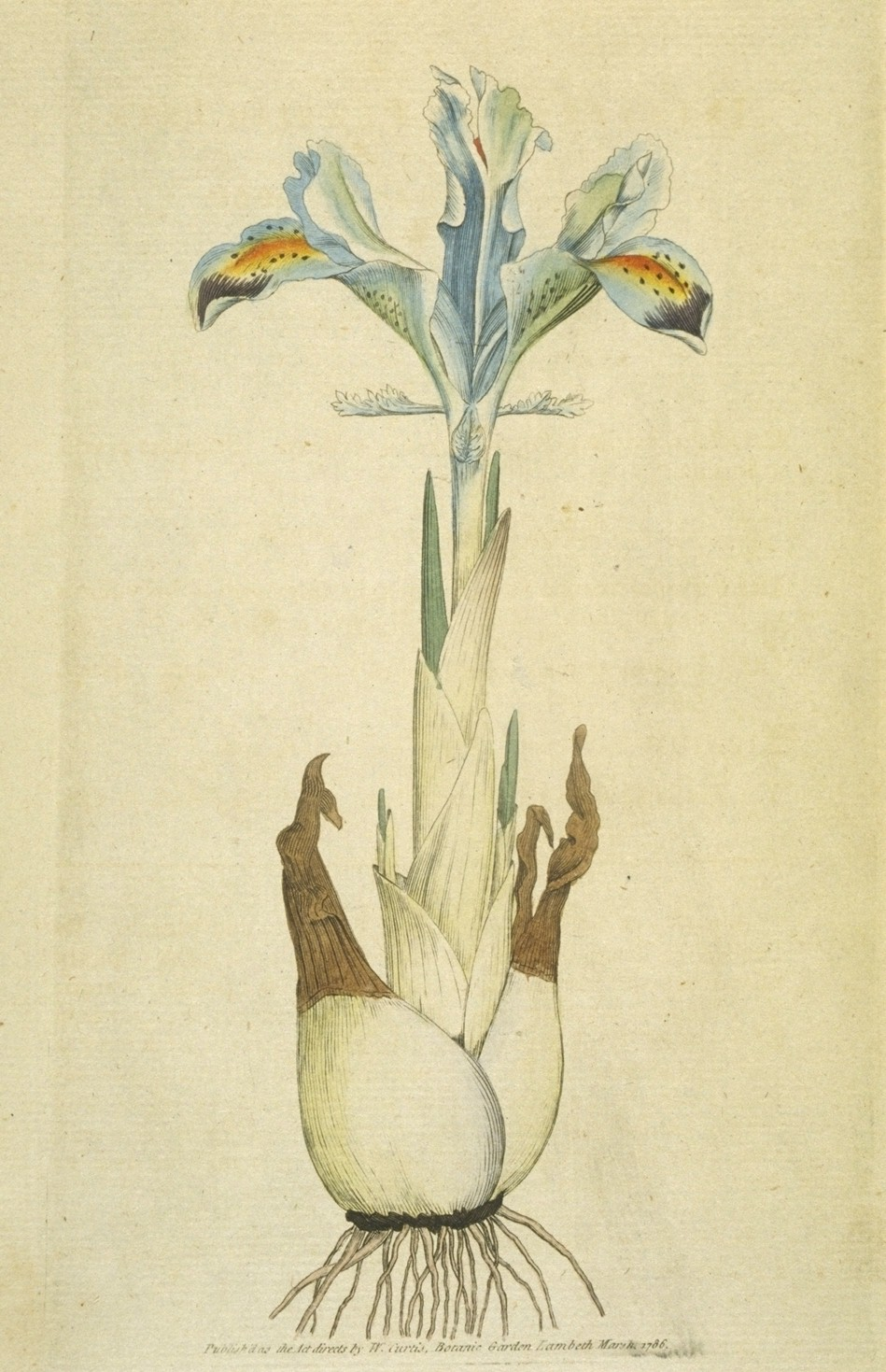
Iris persica door James Sowerby, de eerste illustratie uit de eerste The Botanical Magazine

James Sowerby (Londen), 21 maart 1757 - Lambeth, 25 oktober 1822) was een Engelse natuuronderzoeker, vooral illustrator en botanicus.
James Sowerby's ouders waren John en Arabella. Hij volgde een kunstopleiding aan de Royal Academy of Arts en trouwde met Anne Brettingham De Carle. Zij kregen drie zonen:
- James De Carle Sowerby
- George Brettingham Sowerby
- Charles Edward Sowerby

Hij werkt onder meer als botanisch illustrator voor William Curtis. De eerste illustratie uit de eerste editie van The Botanical Magazine was van Sowerrby's hand.
Een volgende belangrijk werk waren 650 platen gepubliceerd in een zevendelig werk over de fossielen van ongewervelden die zijn gevonden in Engeland en een werken over mineralen.
- Biblioteca Nacional de España: XX5114881
- Bibliothèque nationale de France: cb157280906 (data)
- Author citation (botany): Sowerby
- Stuttgart Database of Scientific Illustrators 1450–1950: 601
- Gemeinsame Normdatei: 124329810
- International Standard Name Identifier: 0000 0000 8141 5785
- Library of Congress Control Number: n86854905
- Nationale bibliotheek van Australië: 36199719
- Nationale Bibliotheek van Israël: 987007334617905171
- Nederlandse Thesaurus van Auteursnamen: 070147507
- RKD-Nederlands Instituut voor Kunstgeschiedenis: 74061
- Istituto Centrale per il Catalogo Unico: MODV111206
- LIBRIS: 283724
- SNAC: w66t1491
- Système universitaire de documentation: 073946915
- Museum of New Zealand Te Papa Tongarewa: 49843
- Trove: 1227977
- Union List of Artist Names: 500005666
- Virtual International Authority File: 61879779
- WorldCat: E39PBJgMC7Byg96ccX7KV8Jbh3